# Калиновское (Черниговская область)
Калиновское (укр. Калинівське) — село в Семёновском районе Черниговской области Украины. Население 29 человек. Занимает площадь 0,13 км².
Код КОАТУУ: 7424786504. Почтовый индекс: 15410. Телефонный код: +380 4659.

## Власть
Орган местного самоуправления — Тимоновичский сельский совет. Почтовый адрес: 15410, Черниговская обл., Семёновский р-н, с. Тимоновичи, ул. Победы, 1.